# Prielom
Prielom (2290 m) je sedlo v hlavním hřebeni Vysokých Tater. Leží mezi vrcholy Východná Vysoká (2429 m) a Divá Veža (2373 m). Spojuje Velkou Studenou dolinu na východě s Bielovodskou dolinou na západě.

## Přístup po turistických trasách

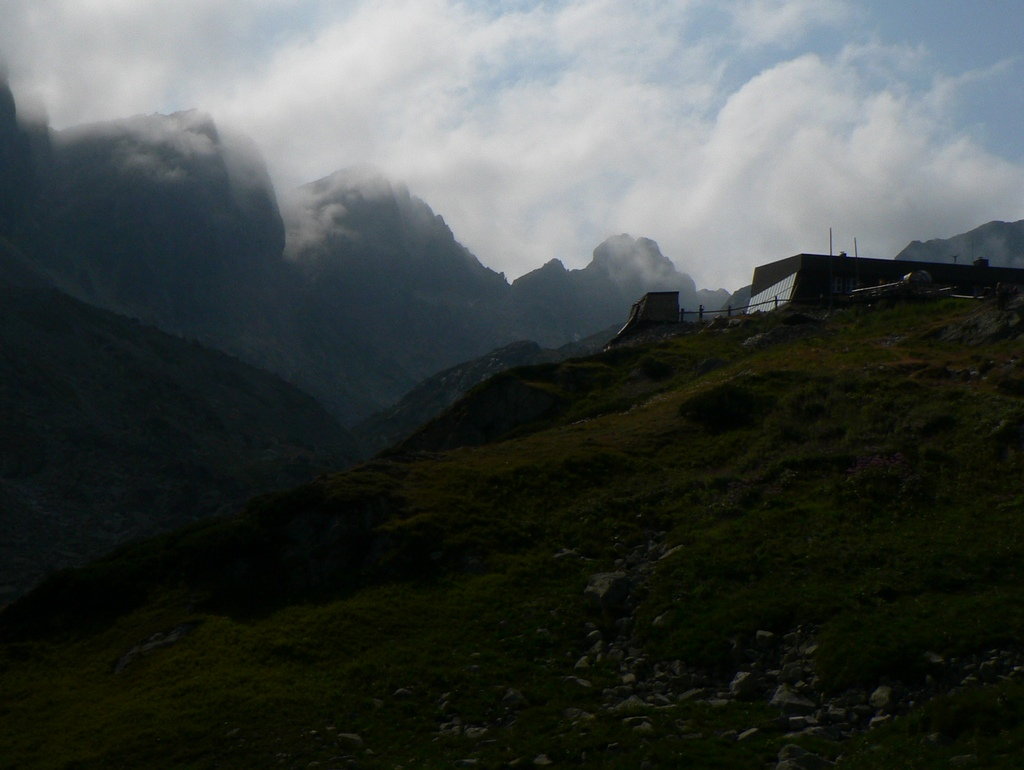
Sedlo Prielom při pohledu od Zbojnické chaty

Přístup do sedla je možný ve čtyřech hlavních variantách, některé jsou časově dosti náročné.
- výstup Velkou Studenou dolinou: ze Starého Smokovce na Hrebienok, po zelené značce  k Rainerově chatě a odtud táhlým stoupáním po modré značce Velkou Studenou dolinou ke Zbojnické chatě. Trasa pokračuje po modré značce  Kotlinou pod Prielomom, v závěru strmě stoupá skalním terénem, místy je zajištěná řetězy (celkem 5:55 hod).
- varianta z Malé Studené doliny: stejnou trasou na Rainerovu chatu, dále však po červené Tatranské magistrále  pod Zamkovského chatu a dále po zelené značce  Malou Studenou dolinou k Téryho chatě. Zvláště v závěru pod Téryho chatou je výstup velmi prudký. Od Téryho chaty pokračuje žlutá značka  přes Priečné sedlo ke Zbojnické chatě ve Velké Studené dolině. Dále jako předchozí trasa. Tato varianta je časově i fyzicky velmi náročná, zvláště počítáme-li s dalším dlouhým sestupem ze sedla; za dobrého počasí a při dobré kondici je možné ji zvládnout i rychleji než udává čas na ukazatelích. Tato trasa je jednou z nejkrásnějších ve Vysokých Tatrách (celkem 9:40 hod).
- výstup Velickou dolinou přes Poľský hrebeň: z Tatranské Polianky po zelené značce  (případně po modré značce  z Tatranských Zrubů nebo po žluté značce  ze Starého Smokovce) ke Slezskému domu. Zelená značka pokračuje kolem Velického plesa, překonává skalní práh s krásným vodopádem Večný dážď a pokračuje dolinou Kvetnica pod Poľský hrebeň. V závěru výstupu k Poľskému hrebeni je několik míst zajištěných řetězy. Z Poľského hrebeně sestupuje značka k Zamrznutému plesu. V tomto místě leží často sněhové pole i v pozdním létě - je třeba dbát zvýšené opatrnosti. Odtud pokračujeme po modré značce  do sedla Prielom. V závěru trasa stoupá skalní stěnou a je zajištěná řetězy (celkem 6:00 hod, z Tatranských Zrubů 6:00 hod, ze Starého Smokovce 6:30 hod).
- výstup Bielovodskou dolinou z Lysé Polany: dlouhý výstup jednou z nejkrásnějších dolin Vysokých Tater. Z Lysé Polany po modré značce  údolím říčky Bielé Vody zpočátku s výhledy na hřeben Vysokých Tater, poté lesem pod strmými stěnami Mlynáře a Bielovodské veže pod Těžkou dolinu. Odtud začíná cesta stoupat klečí a dále skalnatým terénem Litvorové doliny kolem Litvorového potoka k Litvorovému plesu a přes další skalní práh do Zamrznutého kotle se Zamrznutým plesem. Odtud dále do sedla Prielom jako v předchozí trase (celkem 6:45 hod).